# Kantelweg
Een kantelweg is een wegconstructie waarbij de weg in de lengterichting in een golfpatroon loopt waarbij een golftop aan de ene zijde van de weg samenvalt met een golfdal aan de andere zijde. De middenstreep blijft daarbij horizontaal.
In feite loopt de weg afwisselend af naar links en af naar rechts.
Met dit soort weg is vanaf juli 1998 over een lengte van 800 meter geëxperimenteerd in de parallelweg langs de provinciale weg N675 bij Nieuwvliet in het westen van Zeeuws-Vlaanderen. Het doel van de weg is de snelheid van het wegverkeer te remmen. Dit type weg is nog niet ergens anders in Nederland toegepast.